# The Art in Heaven
The Art in Heaven (Beworben mit Mike Oldfield The Art in Heaven Concert Live in Berlin) war ein Open-Air-Konzert mit Mike Oldfield in Berlin an der Siegessäule zum Jahreswechsel 1999/2000 und einer Lichtshow die weltweit viel Beachtung fand. Das Konzert ist als CD und DVD erhältlich.

## Konzert
Das Konzert fand einige Monate nach Abschluss der Then and Now Tour statt. Zur Begleitung spielte die Staatliche Akademische Kapelle St. Petersburg und dem dazugehörigen Glinka Chor. Hauptelement war die von Gert Hof organisierte Lightshow. Fast 500.000 Menschen waren bei dem Konzert um die Siegessäule zusammengekommen. Die Veranstaltung kostete ca. 25 Millionen DM. Die DVD erschien in Deutschland am 10. Februar 2000. Am 30. Juni 2008 gab Warner eine Re-remasterte DVD heraus. Neben einigen Klassikern wurden auch Stücke der damals aktuellen CD The Millennium Bell gespielt. Nach dem Anzählen des neuen Jahres wurde das eigens für The Art in Heaven von Oldfield komponierte Stück Thou Art in Heaven (veröffentlicht auf Tr3s Lunas) gespielt. Es beinhaltet das Intro von In the Beginning von der CD The Songs of Distant Earth und Ludwig van Beethovens Neunte Sinfonie (vierter Satz) Ode an die Freude.

## Tracklist

### Klassiker
1. Tubular Bells - Excerpts from Part 1 (Tubular Bells, 1973)
2. Portsmouth (Boxed, 1978)
3. Moonlight Shadow (Crises, 1982)
4. Secrets (Tubular Bells III, 1998)
5. Shadow on the Wall (Crises, 1982)

### The Millenium Bell (2000)
1. Sunlight („Sunlight Shining Through Cloud“)
2. The Doges Palace
3. Mastermind
4. Broad („Broad Sunlit Uplands“)
5. Liberation
6. Amber Light
7. The Millennium Bell

### Extras
- „Art in Heaven“ – Oldfields 13-minütiges Solo Gitarrenspiel
- „The Making Of...“ – Dokumentation
- Interview mit Mike Oldfield (in Englisch)

## Musiker
- Mike Oldfield – Gitarre, Keyboards
- Robyn Smith – Dirigent
- Adrian Thomas – Keyboard, Gitarre
- Claire Nicolson – Keyboard, Gitarre
- Carrie Melbourne – Bassgitarre, Chapman Stick
- Fergus Gerrand – Schlagzeug
- Jody Linscott – Schlagzeug
- Pepsi Demacque – Vocals
- Miriam Stockley – Vocals
- Nicola Emmanuelle – Vocals
- David Serame – Vocals
- Staatliche Akademische Kapelle St. Petersburg, Sankt Petersburg
- Staatlicher Chor Glinka, Sankt Petersburg

## Produktion
- Gert Hof – Direktor/Regie
- Egon Banghard – Produzent
- Achim Perleberg – Produzent

## Lightshow und Kontroverse
Für die Lightshow wurden fast 550 beweglich gesteuerte Scheinwerfer und ca. 250 Feuerwerksraketen benutzt. Die Show unterlag Sicherheitsauflagen durch die Flugsicherung des Flughafen Berlin, dazu musste eine Genehmigung erteilt werden. So wurde eine Flugverbotszone von zwei Kilometern eingerichtet. Des Weiteren gab es bedenken bezüglich der Feierlichkeiten zu Ende des Jahrhunderts mit den Lichtstrahlen. Politische Bedenkenträger, darunter Günter Grass, sahen Parallelen zu dem von Albert Speer geplanten Lichtdoms. Einer der Bedenkenträger, Wolfgang Wippermann, sagte: 

„Es ist einfach nur noch peinlich, in der letzten Nacht des Jahrhunderts quasi noch einmal eine Siegesfeier zu machen.“

Es war wohl angedacht, um die Kosten der Veranstaltung herauszuholen, an die Besucher Taschenlampen zu verkaufen, was aber verworfen wurde.